# Comté de Paintearth No 18

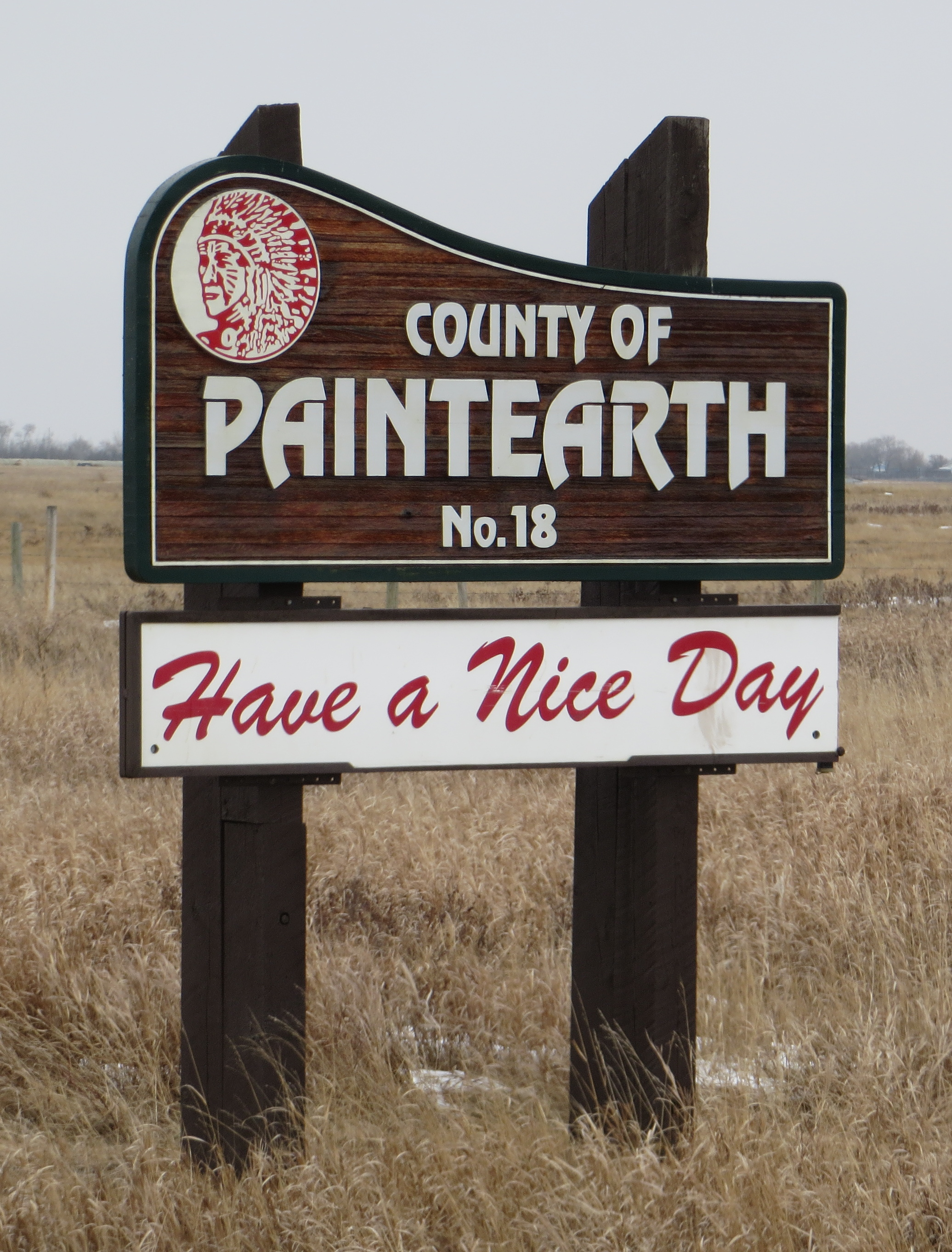
Panneau de bienvenue

Le comté de Paintearth No 18 (anglais : Paintearth County No. 18) est un district municipal, situé dans la province d'Alberta, au Canada.

## Communautés et localités
Bourgs
- Castor
- Coronation

Villages
- Halkirk

Hameaux
- Brownfield
- Fleet

Localités
- Battle River
- Bulwark
- Cordel
- Federal
- Hamilton Lake
- Lure
- Puffer
- Silver Heights
- Sullivan Lake
- Talbot
- Throne
- Tinchebray
- Veldt

## Démographie
| 2011  | 2016  |
| ----- | ----- |
| 2 029 | 2 102 |